# Стивенс, Марк
Марк Стивенс (англ. Mark Stevens) (имя при рождении — Ричард Уильям Стивенс, англ. Richard William Stevens) (13 декабря, 1916 — 15 сентября, 1994) — американский киноактёр и режиссёр, «звезда второго эшелона 1940-50-х годов». «Несмотря на красоту и способности Стивенса, его постоянно (и несправедливо) называли уменьшенной версией Джона Пейна и Алана Лэдда».
Свои наиболее заметные роли Стивенс сыграл в фильмах нуар «Тёмный угол» (1946) и «Улица без названия» (1948), а также в драме «Змеиная яма» (1948).

## Биография

### Ранние годы
Марк Стивенс (имя при рождении — Ричард Уильям Стивенс) родился 13 декабря 1916 года в Кливленде, штат Огайо, в семье лётчика. Когда он был ещё ребёнком, родители развелись, и отправили его в Англию, где он жил с бабушкой и дедушкой по материнской линии, а затем переехал в Канаду, где его воспитывала старшая сестра. Будучи хрупкого телосложения, Стивенс усердно занимался спортом, однако получил травму спины, в результате чего был освобождён от службы в армии.
Первоначально Стивенс обучался изобразительному искусству. Затем благодаря вокальным способностям он получил работу певца в ночном клубе. После этого Стивенс работал в различных канадских театрах, играя как в мюзиклах, так и в серьёзных спектаклях. Он также работал диктором и радиоведущим на небольшой радиостанции в Акроне, штат Огайо. В начале 1940-х годов он вернулся в родной Кливленд, где вскоре стал играть главные роли в городском театре.

### Карьера в кино
Театральная игра Стивенса обратила на себя внимание в Голливуде. В 1944 году студия «Уорнер бразерс» привезла Стивенса в Голливуд, дав ему актёрский псевдоним Стивен Ричардс. «Молодой и талантливый, и, что немаловажно для того времени, имеющий освобождение от воинской службы», он заключил со студией свой первый контракт, и стал играть эпизодические роли, в которых его имя часто даже не указывалось в титрах.
В драме студии РКО «С этого дня» (1945) Стивенс, наконец, сыграл главную роль вернувшегося с фронта героя войны, который с трудом привыкает к мирной жизни (его партнёршей была Джоан Фонтейн). «Сам фильм получил в прессе разнос, однако критики высоко оценили игру Стивенса, который после этого был перехвачен студией „Двадцатый век Фокс“ для серии доходных главных ролей». Продюсер студии Дэррил Ф. Занук сменил ему имя на Марк Стивенс, поручил перекрасить его из рыжеватого в чёрный цвет, распрямить вьющиеся волосы и свести веснушки, чтобы усилить серьёзность его образа.
Вскоре Стивенс сыграл одну из главных ролей в тюремной нуаровой драме «В этих стенах» (1945), за которой последовала роль частного детектива в классическом фильме нуар «Тёмный угол» (1946), где роль его секретарши отлично исполнила тогда ещё мало известная Люсиль Болл. «Одной из его лучших ролей, однако, была роль агента ФБР, который под прикрытием ведёт борьбу с гангстером (в исполнении Ричарда Уидмарка) в фильме нуар „Улица без названия“ (1948)». В номинированной на Оскар драме «Змеиная яма» (1949) Стивенс удачно сыграл роль мужа психически больной пациентки (Оливия Де Хэвилленд).
Стивенс также сыграл главные роли в двух музыкальных биопиках: в «Интересно, кто целует её сейчас?» (1947) он исполнил роль композитора Джо Е. Ховарда и в «О, красивая куколка» (1949) — роль музыкального промоутера. Однако в обоих фильмах его затмила «звезда мюзиклов» Джун Хэвер.

### Карьера на телевидении
«Когда уже казалось, что его карьера застопорилась, Стивенс перешёл на телевидение, где в 1953 году стал четвёртым актёром в роли детектива Мартина Кейна», сыграв в 4 фильмах телесериала «Частный сыщик Мартин Кейн» (1953-54). В 1954-56 годах Стивенс играл главную роль журналиста Стива Уилсона в 80 эпизодах еженедельного телесериала «Большой город». Во время съёмок в обоих сериалах Стивенс «публично высмеивал качество материала, с которым приходилось работать, требуя полного контроля над сценарием и возможности самому заниматься постановкой».
В итоге в 1955-56 годах Стивенсу была доверена постановка 39 серий «Большого города», и в 1957-58 годах — 8 серий вестерна «Караван повозок».

### Работа в качестве режиссёра
Стивенс занялся также продюсированием и музыкальным бизнесом, основав компанию «Марк Стивенс телевижн» и издательство «Марк Стивенс мьюзик».
Вернувшись на большой экран, Стивенс поставил как режиссёр четыре полнометражных фильма, сыграв главные роли во всех из них. Наиболее удачными его работами, в которых он выступил в качестве продюсера, режиссёра и исполнителя главной роли стали "два крепких фильма нуар — «Крик о мщении» (1954) и «План преступления» (1956). Другими фильмами, которые поставил Стивенс в США, были вестерн «Оружейная лихорадка» (1958) и драма о бегстве эмигрантов с Кубы после революции «Побег с адского острова» (1963).

### Последние годы жизни
В конце 1950-х годов Стивенс переехал в Европу, где провёл десять лет, управляя рестораном и одновременно занимаясь написанием романов.
Время от времени Стивенс снимался в отдельных эпизодах популярных телесериалов, среди них «Сыромятная кожа» (1962), «Коджак» (1975), «Она написала убийство» (1986), «Частный детектив Магнум» (1987) и многие другие.
С 1945 по 1962 год Стивенс был женат на актрисе Эннел Хэйз, которая родила ему двоих детей. «Его кочевой образ жизни в итоге привёл не только к банкротству, но и к разводу». Он женился повторно на шведке по имени Хилде.
В 1966 году Стивенс поставил в Европе свой последний фильм, немецко-испанский вестерн «Земля в огне» (1966), в котором сыграл главную роль.
Марк Стивенс умер от рака в Махоресе, Испания, в возрасте 77 лет.

## Фильмография

### Как актёр
| Год  | Русское название фильма                       | Оригинальное название фильма                        | Роль                                             |
| ---- | --------------------------------------------- | --------------------------------------------------- | ------------------------------------------------ |
| 1943 | Место назначения — Токио                      | Destination Tokyo                                   | Помощник адмирала (в титрах не указан)           |
| 1944 | Путь в Марсель                                | Passage to Marseille                                | Лейтенант Гастингс (в титрах не указан)          |
| 1944 | Ревущие орудия                                | Roaring Guns                                        | Лэнс Феррис (в титрах указан как Стивен Ричардс) |
| 1944 | Солдатские девушки                            | The Doughgirls                                      | Лейтенант Гарри Керри (в титрах не указан)       |
| 1944 | Голливудская забегаловка                      | Hollywood Canteen                                   | Солдат на палубе (в титрах не указан)            |
| 1945 | Цель — Бирма                                  | Objective, Burma!                                   | Лейтенант Баркер (указан как Стивен Ричардс)     |
| 1945 | Бог — мой второй пилот                        | God Is My Co-Pilot                                  | Сержант Болдридж (указан как Стивен Ричардс)     |
| 1945 | Горн трубит в полночь                         | The Horn Blows at Midnight                          | Энджел (в титрах не указан)                      |
| 1945 | Рапсодия в синих тонах                        | Rhapsody in Blue                                    | Стив (в титрах не указан)                        |
| 1945 | В этих стенах                                 | Within These Walls                                  | Стив Пёрселл                                     |
| 1945 | Гордость морской пехоты                       | Pride of the Marines                                | Эйнсли (в титрах указан как Стивен Ричардс)      |
| 1946 | С этого дня                                   | From This Day Forward                               | Билл Каммингс                                    |
| 1946 | Тёмный угол                                   | The Dark Corner                                     | Брэдфорд Голт                                    |
| 1947 | Интересно, кто целует её сейчас               | I Wonder Who’s Kissing Her Now                      | Джо Ховард                                       |
| 1948 | Улица без названия                            | The Street with No Name                             | Джин Корделл /Джордж Мэнли                       |
| 1948 | Змеиная яма                                   | The Snake Pit                                       | Роберт Каннингэм                                 |
| 1949 | Песок                                         | Sand                                                | Джефф Кин                                        |
| 1949 | Ох, ты куколка                                | Oh, You Beautiful Doll                              | Ларри Келли                                      |
| 1949 | Танцующие в темноте                           | Dancing in the Dark                                 | Билл Дэвис                                       |
| 1950 | Пожалуйста, верь мне                          | Please Believe Me                                   | Мэтью Кинстон                                    |
| 1950 | Между полночью и рассветом                    | Between Midnight and Dawn                           | Офицер Рокки Барнс                               |
| 1951 | Цель неизвестна                               | Target Unknown                                      | Капитан Джером «Стив» Стивенс                    |
| 1951 | Кэти сделала это                              | Katie Did It                                        | Питер Ван Эрден                                  |
| 1951 | Маленький Египет                              | Little Egypt                                        | Уэйн Кэвэт                                       |
| 1951 | Воссоединение в Рино                          | Reunion in Reno                                     | Норман Дрейк                                     |
| 1952 | Мятеж                                         | Mutiny                                              | Капитан Джеймс Маршалл                           |
| 1952 | Потерянные часы                               | The Lost Hours                                      | Пол Смит                                         |
| 1952 | Аллея торпед                                  | Torpedo Alley                                       | Лейтенант Боб Бингэм                             |
| 1953 | Джек Слейд                                    | Jack Slade                                          | Джозеф Алфред «Джек» Слейд                       |
| 1954 | Крик о мщении                                 | Cry Vengeance                                       | Вик Бэррон                                       |
| 1956 | План преступления                             | Time Table                                          | Чарли Норман                                     |
| 1957 | Прицел горный хребет                          | Gunsight Ridge                                      | Велвет Кларк                                     |
| 1958 | Оружейная лихорадка                           | Gun Fever                                           | Люк Рэм                                          |
| 1958 | Оружейный дым в Таксоне                       | Gunsmoke in Tucson                                  | Джедедиа (Чип) Кобёрн                            |
| 1960 | Сентябрьский шторм                            | September Storm                                     | Джо Бэлфур                                       |
| 1963 | Побег с Адского острова                       | Escape from Hell Island                             | Капитан Джеймс                                   |
| 1964 | Судьба — это охотник                          | Fate Is the Hunter                                  | Микки Дулэн                                      |
| 1964 | Замороженный заживо                           | Frozen Alive / Der Fall X701                        | Доктор Фрэнк Овертон                             |
| 1965 | Джесси не прощает… Он убивает! / Земля в огне | Jessy Does Not Forgive… He Kills! / Tierra de fuego | Шериф Джефф Кинсли                               |
| 1966 | Уходи с Богом, гринго                         | Go with God, Gringo / Vaya con dios gringo          | Смит                                             |
| 1969 | Плач по бедной Уэлли                          | Cry for Poor Wally                                  | Гейлорд Блю — Радио-жокей                        |
| 1969 | Испания ещё раз                               | Spain Again / España otra vez                       | Доктор Дэвид Фостер                              |
| 1972 | Ярость оборотня                               | The Fury of the Wolfman / La furia del Hombre Lobo  | Билл Уильямс (в титрах не указан)                |

### Как режиссёр
| Год  | Русское название фильма                       | Оригинальное название фильма                        |
| ---- | --------------------------------------------- | --------------------------------------------------- |
| 1954 | Крик о мщении                                 | Cry Vengeance                                       |
| 1956 | План преступления                             | Time Table                                          |
| 1958 | Оружейная лихорадка                           | Gun Fever                                           |
| 1963 | Побег с Адского острова                       | Escape from Hell Island                             |
| 1965 | Джесси не прощает… Он убивает! / Земля в огне | Jessy Does Not Forgive… He Kills! / Tierra de fuego |